# David Vincenz von Braunschweig
David Vincenz Friedrich von Braunschweig (* 1711; † 1763) war ein preußischer Landrat in Hinterpommern.

## Leben
Er war Angehöriger des pommerschen Adelsgeschlechts von Braunschweig und besuchte das Pädagogium Halle und studierte danach an der Universität Halle die Rechtswissenschaften. Nach dem Tode seines Vaters, des Obersten Friedrich Adam von Braunschweig, erbte er das Rittergut Jagow im Kreis Pyritz in Pommern. 1739 gelang es ihm, die Allodifikation des bisherigen Lehensgutes zu erwirken. Von 1750 bis 1759 war er Landrat des Kreises Pyritz. 
In erster Ehe war er mit Auguste Friederike von Wedel a. d. H. Fürstensee (* 1709; † 1753) verheiratet. Das Ehepaar hatte mehrere Kinder. Tochter Auguste Sophia (* 1741; † 1801) heiratete mit Christian Ludwig von Brand-Wutzig auf Lauchstädt einen Gutsbesitzer in Anhalt. Der älteste Sohn Friedrich Wilhelm von Braunschweig (* 1742; † 1807) wurde Oberst und Gutsherr in der Neumark. Der Sohn David Friedrich von Braunschweig (* 1744; † 1809) wurde Landrat im Kreis Friedeberg/Neumark. Georg Karl von Braunschweig (* 1746; † 1770) starb früh als Leutnant. 
In zweiter Ehe war er mit Johanna Louise du Rosey verheiratet, der Tochter seines Amtsvorgängers, des Landrates Ludwig Imbert du Rosey. Aus dieser Ehe ging Ludwig Wilhelm von Braunschweig (* 1758; † 1838) hervor, der im preußischen Justizdienst bis zum Präsidenten des Oberappellationssenats des Kammergerichts aufstieg. Seine Schwester Sophie Copha Karoline (* 1759; † 1796) liierte sich mit dem späteren Hauptmann Friedrich von Jagow, Jakobine Charlotte starb 1761 ein Jahr nach der Geburt. 
Ein direkter Nachfahre ist auch der preußische General der Infanterie Georg von Braunschweig (* 1845; † 1911).